# Rolex Shanghai Masters 2024
Rolex Shanghai Masters 2024 — тенісний турнір, що проходив на кортах з твердим покриттям у місті Шанхай, КНР з 30 вересня
7 жовтня. Належав до категорії ATP Masters 1000.

## Фінальна частина

### Одиночний розряд
Яннік Сіннер —  Новак Джокович 7–6(7–4), 6–3

### Парний розряд
Веслі Колгоф /  Нікола Мектич —  Максімо Гонсалес /  Андрес Мольтені 6–4, 6–4